# Антон Кокаљ
Антон Кокаљ (Љубљана, 7. јун 1892 — Залесника код Гргарја, 7. мај 1945) био је аустроугарски, југословенски и словеначки официр. Током Другог свјетског рата био је сарадник Трећег рајха као командант Словеначког савјета за националну безбједност.

## Биографија
Кокаљ је кадетску службу завршио у Аустроугарској и постао потпоручник непосредно пред Први свјетски рат. На крају рата добио је чин мајора и наставио активну војну каријеру у Југословенској војсци. Службовао је у разним градовима, а потом постао ађутант Павла Карађорђевића, кнеза-намјесника Краљевине Југославије. У међувремену је унапређен у чин потпуковника, а потом 6. септембра 1935. године у пуковника. Прије избијања Другог свјетског рата постао је командант 66. коњичког пука. После капитулације Краљевине Југославије, прво је неко вријеме био у кућном притвору у Београду. У међувремену, његова породица је отпутовала у Љубљану, гдје им се он придружио неколико мјесеци касније. У прољеће 1942. италијанске окупационе власти интернирају га заједно са другим официрима у логор Гонарс, потом у Монте Мале код Торина и у Кјезануова код Падове. Ослобођен је почетком децембра исте године. Почетком новембра 1943. Кокаљ одлази у Трст, гдје, уз сагласност команданта немачке полиције , генерал-потпуковника Одила Глобочника, оснива Словеначки савет за националну безбедност (СНВЗ). У њој је најприје радио као покрајински инспектор безбједности, а од 9. фебруара 1945. био је и њен командант. Крајем априла 1945. Кокаљ и његови официри су се возили аутомобилом према Горици, гдје су их заробили припадници Одјељења за заштиту народа. Сви заробљени, укључујући Антона Кокаља су погубљени, а њихова тијела су бачена у провалију.